# Cheirolophus satarataensis
Cheirolophus satarataensis là một loài thực vật có hoa trong họ Cúc. Loài này được (Svent.) Holub mô tả khoa học đầu tiên năm 1974.